# Powiat chojeński
Powiat chojeński – powiat istniejący do roku 1975 na terenie obecnych powiatów gryfińskiego i myśliborskiego (woj. zachodniopomorskie).
Powiat (jako Kreis Königsberg Nm.) powstał w latach 1816–1819 z siedzibą w Chojnie. Utrzymany został po II wojnie światowej i zmianach granic. Na skutek zniszczeń wojennych Chojny, siedzibę powiatu przeniesiono 7 lipca 1945 do Dębna. 
Oprócz Dębna na terenie powiatu znajdowały się miasta: Boleszkowice (do 1972 r., później wieś), Cedynia, Chojna, Mieszkowice, Moryń i Trzcińsko-Zdrój. Powiat wchodził w skład województwa szczecińskiego i był najdalej na zachód położonym powiatem Polski.
Dla powiatu chojeńskiego istniał Sąd Powiatowy w Dębnie.
Po reformie administracyjnej w 1975 roku terytorium powiatu zostało podzielone przez nowe (mniejsze) województwo szczecińskie i województwo gorzowskie. Powiatu nie przywrócono w roku 1999, Dębno włączono do powiatu myśliborskiego, a Chojnę do powiatu gryfińskiego.